# Zwart Front (2012-2017)
Zwart Front was een in Nederland opgerichte fascistische organisatie die in 2012 is ontstaan. Zwart Front was tegenstander van democratie en het verkrijgen van invloed via een parlement, omdat de organisatie zich anders "zou moeten conformeren aan de bestaande status quo." Het was "een beweging en geen partij", maar wil een "revolutionaire voorhoede" zijn. De organisatie was openlijk fascistisch en is trots op haar racistische visie.  Het doel was "het vernietigen van het Cultureel-Marxisme, het ontmantelen van de plutocratie en het nationale leven, dat door deze twee dagelijks verder afgebroken wordt, weer te herstellen en er op voort te bouwen." Bij demonstraties werd aansluiting gezocht bij de acties van grotere, veelal meer gematigde, organisaties. Maar informele activiteiten van een afdeling (blok) als paintballen, wandelen, sport en lezingen waren mogelijk.
Zwart Front hield zich bezig met demonstraties en het verspreiden van drukwerk en aanplakken van posters en stickers. Acties werden ondernomen bij gelegenheid van bijvoorbeeld het openen van een AZC of "een winkelketen die de identiteit van Zwarte Piet niet proper handhaafd (sic)."
In 2016 had Zwart Front een vlag met een foto gelegd op de plek waar Arnold Meijer, voorman van het vooroorlogse Zwart Front, lag begraven. Volgens Zwart Front zou de kerk waar Arnold Meijer was begraven het graf stiekem geruimd hebben. Zwart Front had zogenaamde Zwart Frontwinkels: een facebookpagina en het blog Zwarthemd. Geweld was alleen toegestaan als zelfverdediging: vreedzaam doch weerbaar
De organisatie zette in 2017 haar werking stop. Er is sindsdien niets meer vernomen van Zwart Front.

## Structuur
De organisatie van Zwart Front was in zogeheten blokken ingedeeld, die ieder een eigen blokvlag en blokleider hebben. De blokleider werd aangewezen of zelfs verkozen en werd niet gezien als een dictator, maar "een soort kameraadschappelijk vaderfiguur". Een blok bestond uit wijken, stadsdelen en dorpen. Naast blokken telde Zwart Front één provinciaal platform in Friesland. De nationaal-coördinator was de hoofdoprichter, Ritchie Kolvers.

## Symboliek

Beeldmerk van Zwart Front met Nederlandse leeuw zonder kroon, 2012.

Het beeldmerk van Zwart Front is de Generaliteitsleeuw zonder kroon, omringd door een tandwiel met 29 tanden. De blokvlaggen moeten een vaste conventie opvolgen:
- De vlag heeft het beeldmerk van Zwart Front in het midden.
- Van linksboven naar rechtsonder loopt een balk in de kleuren van de Prinsenvlag.
- Van linksonder naar rechtsboven loopt een balk met de kleuren van het lokale dorp, stad of gemeente.

Andere vlaggen als de Nederlandse vlag, de prinsenvlag, de vlag van Brabant, de vlag van Nijmegen en de Fasci (Romeins symbool, Italiaans woord voor fasces) werden ook gebruikt.